# Atletisme als Jocs Olímpics d'Estiu de 2024 - Triple salt masculí
La prova de Triple salt masculina d'Atletisme als Jocs Olímpics de París 2024 serà la 30a edició de l'esdeveniment en unes Olimpíades. La prova es disputarà entre el 7 i el 9 d'agost del 2024 a l'Stade de France de París.
El cubà, nacionalitzat portuguès, Pedro Pichardo és el vigent campió de la disciplina olímpica, després de guanyar la medalla d'or als Jocs Olímpics de Tòquio 2020. La medalla de plata la va guanyar el xinès Zhu Yaming i la medalla de bronze fou pel burkinès Hugues Fabrice Zango.
L'equip dels Estats Units és la selecció més guardonada, amb 8 medalles d'or, 8 medalles de plata i 2 medalles de bronze, en les 29 edicions que l'esdeveniment ha estat present als Jocs Olímpics. El soviètic Viktor Sanéiev, amb 3 medalles d'or i 1 medalla de plata, és l'atleta més guardonat en tota la història de la competició.

## Format
La prova del triple salt consisteix en fer tres salts en pla horitzontal i caure sobre un banc de sorra. L'atleta que faci el salt més llarg és qui guanya la prova. La competició començarà amb tots els atletes classificats, competint en 2 grups diferents. Com a mínim 12 atletes passaran a la final. Si aconsegueixen superar la longitud de referència passaran directament a la final i si no ho fan, han de quedar entres les 12 posicions més elevades dels dos grups en general. A la final, els 3 saltadors que aconsegueixin fer un salt més llarg, guanyaran les medalles.

## Classificació
Hi ha dues maneres de classificar-se per la prova olímpica. La forma principal és superant la marca estàndard de classificació (que per aquesta edició es troba en els 17,22 metres), en qualsevol prova organitzada o supervisada per la Federació Internacional d'Atletisme, entre l'1 de juliol de 2023 i el 30 de juny de 2024. Depenent dels llocs que sobrin es podran classificar els atletes que no hagin aconseguit aquesta marca mitjançant les places universals i el rànquing atlètic i fent prevaler la diversitat geogràfica. S'ha de tenir en compte que només es podran classificar un màxim de 3 atletes per país i en cas que sigui superior, cada federació haurà d'escollir els 3 saltadors que consideri per participar en les Olimpíades.
| Mètode de classificació  | Places | País         | Atleta classificat     |
| ------------------------ | ------ | ------------ | ---------------------- |
| Marca estàndard - 17.22m | 2      | Cuba         | Lázaro Martínez        |
| Marca estàndard - 17.22m | 2      | Cuba         | Cristian Nápoles       |
| Marca estàndard - 17.22m | 1      | Algèria      | Yasser Triki           |
| Marca estàndard - 17.22m | 1      | Brasil       | Almir Cunha dos Santos |
| Marca estàndard - 17.22m | 1      | Burkina Faso | Hugues Fabrice Zango   |
| Marca estàndard - 17.22m | 1      | Espanya      | Jordan Díaz            |
| Marca estàndard - 17.22m | 1      | Jamaica      | Jaydon Hibbert         |
| Marca estàndard - 17.22m | 1      | Itàlia       | Andy Díaz              |
| Marca estàndard - 17.22m | 1      | Estats Units | Donald Scott           |
| Rànquing atlètic         | 1      |              |                        |
| Places universals        | 1      |              |                        |

## Medaller històric
| Posició | País              | Or | Argent | Bronze | Total |
| ------- | ----------------- | -- | ------ | ------ | ----- |
| 1       | Estats Units      | 8  | 8      | 2      | 18    |
| 2       | URSS              | 4  | 5      | 4      | 13    |
| 3       | Suècia            | 3  | 3      | 2      | 8     |
| 4       | Japó              | 3  | 1      | 1      | 5     |
| 5       | Regne Unit        | 2  | 2      | 1      | 5     |
| 6       | Brasil            | 2  | 1      | 3      | 6     |
| 7       | Polònia           | 2  | 0      | 0      | 2     |
| 7       | Portugal          | 2  | 0      | 0      | 2     |
| 9       | Austràlia         | 1  | 1      | 1      | 3     |
| 10      | Finlàndia         | 1  | 0      | 2      | 3     |
| 11      | Bulgària          | 1  | 0      | 0      | 1     |
| 12      | Cuba              | 0  | 1      | 1      | 2     |
| 12      | Xina              | 0  | 1      | 1      | 2     |
| 14      | Alemanya de l'Est | 0  | 1      | 0      | 1     |
| 14      | Romania           | 0  | 1      | 0      | 1     |
| 14      | Islàndia          | 0  | 1      | 0      | 1     |
| 14      | Argentina         | 0  | 1      | 0      | 1     |
| 14      | Canadà            | 0  | 1      | 0      | 1     |
| 14      | França            | 0  | 1      | 0      | 1     |
| 20      | Rússia            | 0  | 0      | 2      | 2     |
| 20      | Bahames           | 0  | 0      | 2      | 2     |
| 20      | Itàlia            | 0  | 0      | 2      | 2     |
| 23      | Veneçuela         | 0  | 0      | 1      | 1     |
| 23      | Burkina Faso      | 0  | 0      | 1      | 1     |
| 23      | Turquia           | 0  | 0      | 1      | 1     |
| 23      | Noruega           | 0  | 0      | 1      | 1     |
| 23      | Grècia            | 0  | 0      | 1      | 1     |